# Essenpage
De essenpage (Laeosopis roboris) is een vlinder uit de familie van de Lycaenidae, de kleine pages, vuurvlinders en blauwtjes. De soort komt voor op het Iberisch Schiereiland en in het zuidoosten van Frankrijk. De vlinder vliegt op hoogtes van 100 tot 1900 meter boven zeeniveau.
De spanwijdte is 12 tot 15 millimeter. De vliegtijd is van april tot in oktober. De soort overwintert als ei.
De waardplanten van de essenpage zijn vooral gewone es, ook andere soorten es en mogelijk wilde liguster.